# Renard R.31
Le Renard R.31 est un avion de reconnaissance de la Seconde Guerre mondiale construit par l'avionneur belge Renard Constructions Aéronautiques.

## Historique
Le Renard R.31 est le seul avion belge de conception nationale à avoir pris part à la Seconde Guerre mondiale au sein de l'armée belge en 1940. Il fut conçu au début des années 1930 par Alfred Renard. Le prototype vola pour la première fois le 16 octobre 1932 et l'appareil fut mis en production en 1934. La commande initiale était de 28 exemplaires mais six furent rajoutés en août 1935. Aucun n'a survécu aux combats de 1940.

## Description
- Construction métallique.
- Monoplan à ailes hautes.
- Train d'atterrissage fixe caréné.
- Équipement prévu pour vol de nuit et T.S.F.

## Armement
- Une mitrailleuse Browning de capot tirant à travers le champ de l'hélice.
- Une mitrailleuse Browning sur tourelle arrière.
- 4 bombes de 10 kg sous les ailes (2 lance-bombes).

## Affectation dans l'Aéronautique militaire belge en mai 1940
- 9e escadrille « Sioux Bleu » (9/V/1) basé à Bierset avec 11 Renard R.31.
- 11e escadrille « Sioux Rouge » (11/V/1) basé à Bierset avec 8 Renard R.31.

## Sources
- (en) Cet article est partiellement ou en totalité issu de l’article de Wikipédia en anglais intitulé « Renard R.31 » (voir la liste des auteurs).